# Timm Mehrens
Timm Mehrens (født 31. maj 1962 i København) er en dansk skuespiller, filminstruktør, filmproducer og tegnefilmsdubber. Han er storebror til skuespiller Marie Schjeldal.
Han lagde stemme til Mandark fra Dexter's laboratorium.

## Karriere
Mehrens blev uddannet fra The Arts Educational School i London i 1990. Han spillefilmsdebuterede i 1989 i filmen 17 op, hvor han havde en lille rolle som betjent sammen med Jan Linnebjerg som sin makker.

## Stemmeskuespil
Timm Mehrens har lagt stemme til tegnefilm, serier og spil, bl.a.
- Teenage Mutant Ninja Turtles (1987) – Raphael, Michelangelo, Baxter Stockman, Rocksteady, (adskillige roller)
- Spider-Man: The Animated Series - Spiderman
- Agent Egern (1993) – Agent Egern
- Dexters Laboratorium (1996) – Dexters far, Mandark (adskillige roller)
- Extreme Ghostbusters (1997) – Slimer (adskillige roller)
- Ko og Kylling (1997) – Far, Flem (adskillige roller)
- Johnny Bravo (1997) – Carl (adskillige roller)
- Jeg er Væsel (1997-99) – I.R. Bavian
- Lady og Vagabonden 2: Vaks på eventyr (1998) – Francois
- Sly 2 (PS2-Spil) 2004 – Bentley
- Sly 3 (PS2-Spil) 2005 – Bentley
- The Legend of Spyro: Dawn of the Dragon (videospil) 2008 – Terrador, Hermit, Chief Prowlus
- Scooby Doo – Stubbe
- De Fantastiske Fehoveder – Hr. Crocker
- Skylanders: Spyro's Adventure (videospil) 2011 - Stump Smash
- Skylanders: Giants (videospil) 2012 - Stump Smash og Tree Rex
  - Pokémon (2000)  – Tracey Sketchit, (adskillige roller)
  - Teletubbies (1997-2001) – Dipsy
  - Gør vej for Noddy (2002-2003)
  - Familien Jetson (1962-1987)
  - Familien Flintstone (1960-1966)
  - Kejserens nye skole (2002) – Læreren Hr. Moleguaco
  - What a Cartoon! (1995-1997)
  - Monsters Inc. (2001)
  - Max & Mule (1992) – Fedtmule
  - Luftens Helte (1990-1992)
  - Darkwing Duck (1991-1992) – Megavolt
  - Løvernes Konge 3: Hakuna Matata (2004) – Surikatter
  - Prinsen & Tiggerdrengen (1990-1994) – Fedtmule